# Juan Díaz (boxeador)
Juan Díaz, apodado Baby Bull, nació el 17 de septiembre de 1983 en Huitzuco, Guerrero, México. Es un boxeador profesional estadounidense de ascendencia mexicana de la categoría de peso ligero (135 libras) y es actualmente el campeón mundial unificado de peso ligero de WBA (World Boxing Association), WBO e IBF.
En su carrera amateur Díaz tuvo un registro de 105-5. Juan Díaz participó en varios torneos amateurs en México y ganó, y la Federación Mexicana lo quería incluir en el preolímpico de Tijuana, pero se opuso el Delegado de Puerto Rico José Luis Vellón, porque tenía miedo de que le ganara a su estrella que era Miguel Cotto, ya que los dos estaban en la misma categoría de wélter ligero. Juan Díaz no había cumplido los 17 años para el preolímpico y se pidió un permiso para que peleara pero Vellón (Dirigente del Buró de AIBA) dijo que no, y un mes antes México lo había enviado a pelear un torneo en Puerto Rico y el mismo Señor le permitió pelear. Por eso es que Juan Díaz no fue a los Juegos Olímpicos.
Diaz también es conocido por su apoyo a la comunidad LGBT, Juan comparte Vida sentimental desde hace 15 años con Tony de marco conocido estilista en la ciudad de Miami tiene 3 hijos adoptados.

## Boxeo profesional
Díaz debutó en el boxeo profesional a los 16 años de edad, el 23 de junio de 2000 con una victoria técnica sobre Rafael Ortiz. Sus primeras cinco peleas las ganó por KO o TKO.
El 22 de noviembre de 2003 Díaz se coronó campeón de la WBO, venciendo en el sexto asalto a Joel Pérez.
El 17 de julio de 2004 venció al mongol Lakva Sim por decisión unánime para obtener el título de la WBA. Desde entonces Díaz ha defendido el título cinco veces exitosamente. Su victoria más notable fue contra el invicto José Miguel Cotto (hermano de Miguel Cotto), al que venció por decisión unánime. En noviembre de 2006 defendió exitosamente el título ante el ecuatoriano Fernando Angulo.
Al inicio del 2009, Díaz trató de pasar por encima de la Leyenda Mexicana Juan Manuel "Dinamita" Márquez, fallando en su intento, su arrogancia le costó caro, Díaz apabulló más con velocidad que con potencia a Márquez (10 años mayor), pero, Márquez nivela las acciones en el sexto asalto y para el noveno manda a dormir al Baby Bull dándole una cátedra de boxeo.

## Carrera académica y política
Díaz es graduado de Contemporary Learning Center de Houston en 2001  y estudia ciencias políticas en la University of Houston–Downtown.
Díaz es un activista comunitario y participa en la Liga de Mujeres Electoras (League of Women Voters) del área de Houston (Condado Harris), Texas.

## Récord profesional
| 42 Ganadas (21 KOs), 4 Derrotas (1 KO) |        |                        |      |              |            |                                                                  |                                                                         |
| Res.                                   | Récord | Oponente               | Tipo | Rd., Tiempo  | Datos      | Localidad                                                        | Notas                                                                   |
| G                                      | 42–4   | César Vásquez          | TKO  | 8 (10), 2:09 | 06-08-2016 | Casino Del Sol, Tucson, Arizona, EE. UU.                         |                                                                         |
| G                                      | 41–4   | Fernando García        | TKO  | 9 (10), 2:24 | 19-03-2016 | Arena Place, Houston, Texas, EE. UU.                             |                                                                         |
| G                                      | 40–4   | Carlos Cárdenas        | UD   | 10           | 06-09-2014 | Energy Arena, Laredo, Texas, EE. UU.                             |                                                                         |
| G                                      | 39–4   | Gerardo Robles         | UD   | 10           | 01-03-2014 | Alamodome, San Antonio, Texas, EE. UU.                           |                                                                         |
| G                                      | 38–4   | Juan Santiago          | UD   | 10           | 19-10-2013 | 1stBank Center, Denver, Colorado, EE. UU.                        |                                                                         |
| G                                      | 37–4   | Adailton De Jesus      | TKO  | 5 (10), 1:51 | 17-08-2013 | Energy Arena, Laredo, Texas, EE. UU.                             |                                                                         |
| G                                      | 36–4   | Gerardo Cuevas         | TKO  | 6 (10), 0:55 | 13-04-2013 | American Bank Center, Corpus Christi, Texas, EE. UU.             |                                                                         |
| D                                      | 35–4   | Juan Manuel Márquez    | UD   | 12           | 31-07-2010 | Mandalay Bay Events Center, Paradise, Nevada, EE. UU.            | Por los títulos WBA (Super), WBO, The Ring, y lineal ligeros            |
| D                                      | 35–3   | Paulie Malignaggi      | UD   | 12           | 12-12-2009 | UIC Pavilion Chicago, Illinois, EE. UU.                          | Pierde el título WBO–NABO superligero                                   |
| G                                      | 35–2   | Paulie Malignaggi      | UD   | 12           | 22-08-2009 | Toyota Center, Houston, Texas, EE. UU.                           | Gana el título vacante WBO–NABO superligero                             |
| D                                      | 34–2   | Juan Manuel Márquez    | TKO  | 9 (12), 2:40 | 28-02-2009 | Toyota Center, Houston, Texas, EE. UU.                           | Por los títulos The Ring, lineal, Super WBA vacante y WBO ligeros       |
| G                                      | 34–1   | Michael Katsidis       | SD   | 12           | 06-09-2008 | Toyota Center, Houston, Texas, EE. UU.                           | Gana el título IBO vacante ligero                                       |
| D                                      | 33–1   | Nate Campbell          | SD   | 12           | 08-03-2008 | Plaza de Toros, Cancún, México                                   | Pierde los títulos Super WBA, IBF, y WBO ligeros                        |
| G                                      | 33–0   | Julio Díaz             | TKO  | 9 (12), 0:01 | 13-10-2007 | Sears Centre Arena, Hoffman Estates, Illinois, EE. UU.           | Retiene los títulos Super WBA y WBO ligeros; Gana el título IBF ligeros |
| G                                      | 32–0   | Acelino Freitas        | RTD  | 8 (12), 3:00 | 28-04-2007 | Foxwoods Resort Casino, Ledyard, Connecticut, EE. UU.            | Retiene el título Super WBA ligero; Gana el título WBO ligero           |
| G                                      | 31–0   | Fernando Angulo        | UD   | 12           | 04-11-2006 | Chase Field, Phoenix, Arizona, EE. UU.                           | Retiene el título WBA ligero                                            |
| G                                      | 30–0   | Randy Suico            | TKO  | 9 (12), 2:06 | 15-07-2006 | MGM Grand Garden Arena, Paradise, Nevada, EE. UU.                | Retiene el título WBA ligero                                            |
| G                                      | 29–0   | José Cotto             | UD   | 12           | 08-04-2006 | Thomas & Mack Center, Paradise, Nevada, EE. UU.                  | Retiene el título WBA ligero                                            |
| G                                      | 28–0   | Arthur Cruz            | TKO  | 5 (10), 1:44 | 16-07-2005 | Coushatta Casino Resort, Kinder Luisiana, EE. UU.                |                                                                         |
| G                                      | 27–0   | Billy Irwin            | TKO  | 9 (12), 1:27 | 21-01-2005 | Reliant Center, Houston, Texas, EE. UU.                          | Retiene el título WBA ligero                                            |
| G                                      | 26–0   | Julien Lorcy           | UD   | 12           | 04-11-2004 | AT&T Center, San Antonio, Texas, EE. UU.                         | Retiene el título mundial WBA ligero                                    |
| G                                      | 25–0   | Lakva Sim              | UD   | 12           | 17-07-2004 | Reliant Center, Houston, Texas, EE. UU.                          | Gana el título mundial WBA ligero                                       |
| G                                      | 24–0   | Martin O'Malley        | TKO  | 2 (10), 0:55 | 17-04-2004 | Pechanga Resort & Casino, Temecula, California, EE. UU.          |                                                                         |
| G                                      | 23–0   | Joel Perez             | TKO  | 6 (10), 1:27 | 22-11-2003 | Reliant Center, Houston, Texas, EE. UU.                          | Retiene el título WBC Youth ligero                                      |
| G                                      | 22–0   | Francisco Lorenzo      | UD   | 10           | 19-07-2003 | Reliant Center, Houston, Texas, EE. UU.                          | Retiene el título WBC Youth ligero                                      |
| G                                      | 21–0   | Eleazar Contreras Jr.  | UD   | 10           | 10-05-2003 | Pechanga Resort & Casino, Temecula, California, EE. UU.          | Gana el título vacante WBC Youth ligero                                 |
| G                                      | 20–0   | John Bailey            | TKO  | 7 (10), 2:16 | 01-02-2003 | Mohegan Sun Arena, Montville, Connecticut, EE. UU.               |                                                                         |
| G                                      | 19–0   | Arthur Cruz            | TKO  | 4 (10), 0:39 | 22-11-2002 | Bally's Park Place, Atlantic City, Nueva Jersey, EE. UU.         |                                                                         |
| G                                      | 18–0   | Roy Delgado            | TKO  | 6 (10), 0:46 | 19-10-2002 | Reliant Center, Houston, Texas, EE. UU.                          |                                                                         |
| G                                      | 17–0   | Peter Nieves           | UD   | 10           | 24-08-2002 | Bally's Park Place, Atlantic City, New Jersey, EE. UU.           |                                                                         |
| G                                      | 16–0   | Michael Davis          | UD   | 10           | 05-07-2002 | Entertainment Center, Laredo, Texas, EE. UU.                     |                                                                         |
| G                                      | 15–0   | Nelson Ramón Medina    | UD   | 8            | 27-04-2002 | Mohegan Sun Arena, Montville, Connecticut, EE. UU.               |                                                                         |
| G                                      | 14–0   | Juan Carlos Juárez     | UD   | 8            | 15-02-2002 | Radisson Hotel, Houston, Texas, EE. UU.                          |                                                                         |
| G                                      | 13–0   | Rudolfo Lunsford       | UD   | 4            | 10-11-2001 | Reliant Center, Houston, Texas, EE. UU.                          |                                                                         |
| G                                      | 12–0   | Ubaldo Hernández       | SD   | 8            | 01-09-2001 | Don Haskins Center, El Paso, Texas, EE. UU.                      |                                                                         |
| G                                      | 11–0   | Scott Buck             | TKO  | 1 (6), 2:26  | 27-07-2001 | Soaring Eagle Casino & Resort, Mount Pleasant, Míchigan, EE. UU. |                                                                         |
| G                                      | 10–0   | John Trigg             | UD   | 6            | 23-06-2001 | Mohegan Sun Arena, Montville, Connecticut, EE. UU.               |                                                                         |
| G                                      | 9–0    | Carlos Horacio Nevarez | KO   | 1 (6), 2:44  | 19-05-2001 | Mohegan Sun Arena, Montville, Connecticut, EE. UU.               |                                                                         |
| G                                      | 8–0    | Mahan Washington       | UD   | 6            | 02-03-2001 | Texas Station, North Las Vegas, Nevada, EE. UU.                  |                                                                         |
| G                                      | 7–0    | Bradley Jensen         | UD   | 6            | 13-01-2001 | Mohegan Sun Arena, Montville, Connecticut, EE. UU.               |                                                                         |
| G                                      | 6–0    | Michael Lucero         | UD   | 6            | 01-12-2000 | MGM Grand Garden Arena, Paradise, Nevada, EE. UU.                |                                                                         |
| G                                      | 5–0    | Antonio Young          | TKO  | 2 (6), 1:43  | 10-11-2000 | Mandalay Bay Events Center, Paradise, Nevada, EE. UU.            |                                                                         |
| G                                      | 4–0    | Starr Johnson          | TKO  | 3 (4)        | 22-09-2000 | International Ballroom, Houston, Texas, EE. UU.                  |                                                                         |
| G                                      | 3–0    | Juan Carlos Álvarez    | TKO  | 1 (4)        | 02-09-2000 | Salón Teotihuacán, Mexicali, México                              |                                                                         |
| G                                      | 2–0    | Miller Vázquez         | KO   | 1 (4)        | 22-07-2000 | Arena México, Ciudad de México, México                           |                                                                         |
| G                                      | 1–0    | Rafael Ortiz           | TKO  | 1 (4)        | 23-06-2000 | Poliforum Zamna, Mérida, México                                  | Debut profesional de Díaz                                               |